# Tigre en la nieve
Tigre en la nieve (雪中虎図 Setchū tora-zu?) es un pergamino colgante (kakemono) de estilo ukiyo-e del pintor japonés Katsushika Hokusai. Es una de las últimas obras que produjo en su larga y prolífica carrera artística.

## Contexto y repercusión
Hacia el final de su vida, Hokusai comenzó a dibujar muchos felinos grandes. Entre 1842 y 1843 pintaba todos los días un león shishi como talismán contra la mala suerte, en una práctica que llamó nisshin joma («exorcismos diarios»). La inscripción firmada reza: «Mes del tigre, año del gallo, viejo Manji, el viejo loco por la pintura, a la edad de noventa años». La obra, posiblemente su última pintura, se produjo solo unos meses antes de su muerte, a los ochenta y nueve años según los cálculos occidentales. De esta forma, muestra que incluso en su vejez, las habilidades de Hokusai permanecieron intactas. Narazaki Muneshige escribió acerca de esta pintura que «mientras que el cuerpo del artista estaba demacrado y los huesos desgastados por la edad, en sus pensamientos era un tigre a la carga». El sello que dice hyaku («cien») es otro signo de la preocupación del autor por la longevidad.
La casa de subastas Christie's vendió la pintura por 772 500 dólares estadounidenses en octubre de 1998. Está en manos de un coleccionista estadounidense privado.

## Descripción
En la pintura, el suelo no está enmarcado y el tigre parece flotar en el aire nevado. Las hojas de bambú cubiertas de nieve hacen eco de las garras del felino. Su pelaje está representado con líneas onduladas, un efecto sinuoso más acorde con una serpiente o un dragón. Sus extremidades se muestran vigorosas y alza la cabeza mirando hacia el cielo. La expresión del animal se ha descrito de diversas formas, como una sonrisa o un gruñido; el tigre mismo parece alegre, y «realmente complacido consigo mismo».